# Simone Simon
Simone Thérèse Fernande Simon, född 23 april 1910 i Béthune eller Marseille, död 22 februari 2005 i Paris, var en fransk skådespelare.

## Biografi
Simone Simon växte upp i Marseille. 1930 åkte hon till Paris, där hon under kort period arbetade som modedesigner och modell innan filmdebuten 1931. 
Liten till växten, 1,57 meter lång, och "kattlik" med en stor sensuell utstrålning efterfrågades hon snart av Hollywood. Hon kom dock inte så bra överens med ledningen på filmbolaget Fox och återvände till Frankrike efter endast två år. Hon lockades ånyo till USA ett par år senare, där hon gjorde en minnesvärd roll i rysarklassikern Rovdjurskvinnan (Cat People, 1944).
Hon gifte sig aldrig, men hade flera kärleksaffärer.

## Filmografi i urval
- 1932 – Falsk men äkta
- 1934 – Erotik
- 1937 – Sjunde himlen
- 1938 – Människans lägre jag
- 1941 – Inled oss icke i frestelse
- 1942 – Rovdjurskvinnan
- 1944 – The Curse of the Cat People
- 1950 – Kärlekens hus
- 1956 – The Extra Day
- 1972 – Kvinnan i blått